# Black Hat SEO
Black Hat SEO – zbiór działań z zakresu SEO niezgodnych z wytycznymi twórców wyszukiwarek internetowych.
To techniki stosowane w celu manipulacji, aby wyszukiwarka wyświetliła na wysokiej pozycji stronę internetową, której zawartość niekoniecznie jest najlepsza dla użytkownika. Takie działanie jest niedozwolone i może zakończyć się nałożeniem kary przez algorytm wyszukiwarki (np. algorytm Google). Nie zawsze jednak wykorzystywanie technik Black Hat SEO jest weryfikowane przez wyszukiwarkę – stąd administratorzy stron upatrują w tym rozwiązaniu szansy na szybkie zwiększenie widoczności witryny.

## Przykłady
- Niejawne przekierowania – udostępnianie wyszukiwarce zupełnie innych treści niż te, do których będą przekierowywani użytkownicy[3].
- Płatne linki – sytuacja, w której administrator strony internetowej płaci za linki umieszczane w obrębie innych portali[4].
- Ukryty tekst i linki – umieszczanie treści lub linków na stronie w taki sposób, aby były one niewidoczne dla użytkowników (np. biały tekst na białym tle)[5].
- Strony doorway – strony, które utworzono po to, aby zajmowały wysokie pozycje w wynikach wyszukiwania w przypadku konkretnych podobnych zapytań. Są szkodliwe, ponieważ mogą powodować wyświetlanie wielu podobnych odpowiedzi w wynikach wyszukiwania, z których każdy prowadzi tak naprawdę w dokładnie to samo miejsce[6].
- Skopiowane treści – kopiowane treści z innych stron internetowych[7].
- Keyword stuffing - powielanie i przesycanie treści frazami kluczowymi w celu przesadnego zwiększenia ich natężenia. Dotyczy nie tylko w treści, ale też fragmentów kodu, gdzie frazy zamieszczane są w sposób nienaturalny i niepotrzebny.

## Konsekwencje
Stosowanie działań zaliczanych do Black Hat SEO prowadzi do otrzymania kary. W przypadku wyszukiwarki Google kara przybiera postać filtra lub bana. Filtrem określa się ograniczenie widoczności strony internetowej w wynikach wyszukiwania – w efekcie pozycja serwisu na frazy kluczowe spada, więc odwiedza go mniejsza liczba użytkowników.
Kary za stosowanie Black Hat SEO przewiduje także wyszukiwarka Bing. Strony internetowe stosujące niedozwolone techniki mogą spodziewać się obniżenia pozycji lub całkowitego usunięcia domeny bądź pojedynczego adresu URL z wyników wyszukiwania.